# Karl-Winnacker-Preis (Marburg)
Der Karl-Winnacker-Preis des Marburger Universitätsbundes war ein Verdienstorden der Philipps-Universität Marburg, der zwischen 1991 und 2009 vergeben wurde. Er wurde am 29. Juni 1990 im Gedenken an Karl Winnacker, den langjährigen Vorsitzenden des Marburger Universitätsbundes, gestiftet. Geehrt wurden damit in zweijährlichem Turnus „besondere Verdienste um die Förderung der Zusammenarbeit von Universität und Industrie auf naturwissenschaftlichen Gebieten“. Zuletzt war der Orden mit 5.000 Euro dotiert.
Der Karl-Winnacker-Preis des Marburger Universitätsbundes ist nicht zu verwechseln mit dem Karl-Winnacker-Preis des Deutschen Atomforums.

## Preisträger
- 1991: Hubert Markl, Präsident der Deutschen Forschungsgemeinschaft
- 1993: Heinz Riesenhuber, Bundesminister a. D. für Forschung und Technologie
- 1995: Tyll Necker, Vizepräsident Bundesverband der Deutschen Industrie e.V.
- 1997: Hans Vießmann, Geschäftsführender Gesellschafter der Viessmann GmbH & Co. in Hof/Saale
- 1999: Claus Weyrich, Mitglied des Vorstands der Siemens AG
- 2001: Heribert Offermanns, Hanau
- 2003: Lothar Späth, Aufsichtsratsvorsitzender der Jenoptik AG, Jena
- 2005: Ludwig Georg Braun, nordhessischer Unternehmer und Präsident des DIHT
- 2007: Daniel Vasella, Präsident und Delegierter des Verwaltungsrates der Novartis AG
- 2009: Liz Mohn, stellvertretende Vorsitzende der Bertelsmann Stiftung